# Lost & Found Tour
Il Lost & Found Tour è il primo tour mondiale della cantante britannica Jorja Smith, a supporto del suo album in studio di debutto Lost & Found (2018).

## Scaletta
1. Lost & Found
2. Teenage Fantasy
3. Something in the Way
4. February 3rd
5. The One
6. Goodbyes
7. Tomorrow / You Got Me
8. Wandering Romance
9. On Your Own
10. Lifeboats (Freestyle)
11. Where Did I Go?
12. I Am
13. Blue Lights
14. Don't Watch Me Cry
15. Let Me Down
16. On My Mind

## Date del tour
| Data             | Città         | Stato       | Luogo                 | Artisti d'apertura |
| Europa           | Europa        | Europa      | Europa                | Europa             |
| ---------------- | ------------- | ----------- | --------------------- | ------------------ |
| 4 ottobre 2018   | Norwich       | Regno Unito | UEA                   | Mina Rose          |
| 5 ottobre 2018   | Bristol       | Regno Unito | O2 Academy Bristol    | Mina Rose          |
| 7 ottobre 2018   | Newcastle     | Regno Unito | O2 Academy Newcastle  | Mina Rose          |
| 8 ottobre 2018   | Glasgow       | Regno Unito | O2 Academy Glasgow    | Mina Rose          |
| 10 ottobre 2018  | Manchester    | Regno Unito | Albert Hall           | Mina Rose          |
| 11 ottobre 2018  | Manchester    | Regno Unito | Albert Hall           | Mina Rose          |
| 13 ottobre 2018  | Birmingham    | Regno Unito | O2 Academy Birmingham | Mina Rose          |
| 14 ottobre 2018  | Nottingham    | Regno Unito | Rock City             | Mina Rose          |
| 17 ottobre 2018  | Londra        | Regno Unito | O2 Brixton Academy    | Mina Rose          |
| 18 ottobre 2018  | Londra        | Regno Unito | O2 Brixton Academy    | Mina Rose          |
| 21 ottobre 2018  | Bruxelles     | Belgio      | Ancienne Belgique     | Maverick Sabre     |
| 22 ottobre 2018  | Parigi        | Francia     | Olympia               | Maverick Sabre     |
| 24 ottobre 2018  | Amsterdam     | Paesi Bassi | Paradiso              | Maverick Sabre     |
| 26 ottobre 2018  | Colonia       | Germania    | Die Kantine           | Maverick Sabre     |
| 28 ottobre 2018  | Francoforte   | Germania    | Batschkapp            | Maverick Sabre     |
| 29 ottobre 2018  | Amburgo       | Germania    | Docks                 | Maverick Sabre     |
| 31 ottobre 2018  | Stoccolma     | Svezia      | Berns                 | Maverick Sabre     |
| 1º novembre 2018 | Copenaghen    | Danimarca   | Vega                  | Maverick Sabre     |
| Nord America     |               |             |                       |                    |
| 19 novembre 2018 | Seattle       | Stati Uniti | Showbox Sodo          | Ravyn Lenae        |
| 20 novembre 2018 | Vancouver     | Canada      | Teatro Orpheum        | Ravyn Lenae        |
| 21 novembre 2018 | Portland      | Stati Uniti | Roseland Theater      | Ravyn Lenae        |
| 23 novembre 2018 | San Francisco | Stati Uniti | The Warfield Theatre  | Ravyn Lenae        |
| 24 novembre 2018 | San Francisco | Stati Uniti | The Warfield Theatre  | Ravyn Lenae        |
| 26 novembre 2018 | Los Angeles   | Stati Uniti | Wiltern Theatre       | Ravyn Lenae        |
| 27 novembre 2018 | Los Angeles   | Stati Uniti | Wiltern Theatre       | Ravyn Lenae        |
| 29 novembre 2018 | Phoenix       | Stati Uniti | The Van Buren         | Ravyn Lenae        |
| 2 dicembre 2018  | Dallas        | Stati Uniti | Granada Theater       | Ravyn Lenae        |
| 3 dicembre 2018  | Austin        | Stati Uniti | Mohawk                | Ravyn Lenae        |
| 5 dicembre 2018  | Houston       | Stati Uniti | White Oak Music Hall  | Ravyn Lenae        |
| 6 dicembre 2018  | New Orleans   | Stati Uniti | Republic NOLA         | Ravyn Lenae        |
| 8 dicembre 2018  | Nashville     | Stati Uniti | Cannery Ballroom      | Ravyn Lenae        |
| 9 dicembre 2018  | Atlanta       | Stati Uniti | Tabernacle Atlanta    | Ravyn Lenae        |
| 11 dicembre 2018 | Silver Spring | Stati Uniti | The Fillmore          | Ravyn Lenae        |
| 12 dicembre 2018 | Baltimora     | Stati Uniti | Rams Head Live        | Ravyn Lenae        |
| 15 dicembre 2018 | New York      | Stati Uniti | Hammerstein Ballroom  | Ravyn Lenae        |
| 16 dicembre 2018 | Boston        | Stati Uniti | House of Blues        | Ravyn Lenae        |
| 18 dicembre 2018 | Montréal      | Canada      | M Telus               | Ravyn Lenae        |
| 19 dicembre 2018 | Toronto       | Canada      | Rebel                 | Ravyn Lenae        |